# Premio de Novela Ciudad de Alcira
El Premio de Novela Ciudad de Alcira es un premio literario español de novela en valenciano organizado por Ediciones Bromera, con una dotación económica en 2012 de 16.000 €, cantidad aportada por el ayuntamiento de Alcira (Comunidad Valenciana). Los premios se otorgan desde 1989 y con los años han incorporado nuevas categorías literarias, formando en conjunto los Premios Ciudad de Alcira.

## Galardonados
- 1989: Allah Akbar (El morisc), de Miquel Ferrà
- 1990: Ribera, de Josep Lozano
- 1991: Dies d'ira, de Vicent Josep Escartí
- 1992: Anelles olímpiques en forma d'ou, de Xavier Cassadó
- 1993: Rei de mi, de Joan Cavallé
- 1994: Un dia en la vida d'Ishak Butmic, de Jordi Tiñena
- 1995: Reines i peons, de Jordi Mata
- 1996: El tatuatge dels apàtrides, de Josep Palomero
- 1997: Les potències de l'ànima, de Josep Franco
- 1998: Aigua en cistella, de Carme Miquel
- 1999: Vespres de sang, de Joan Olivares
- 2000: Malson, de Àngels Moreno
- 2001: Verso, de Manuel Baixauli
- 2002: L'hereu, de Àlan Greus
- 2003: Les cendres del cavaller, de Silvestre Vilaplana
- 2004: Quan la lluna escampa els morts, de Esperança Camps
- 2005: Viatge a contrallum, de Eloi Sala
- 2006: Declarado desierto.
- 2007: El meu germà Pol, de Isabel-Clara Simó[1][2]
- 2008: El col·leccionista de fades, de Josep Ballester
- 2009: La casa de gel, de Joan Pons
- 2010: Els embolics dels Hoover, de Joaquim Biendicho Vidal[3]
- 2011: La trampa del desig, de Urbà Lozano
- 2012: El retorn de Macbeth, de Francesc Puigpelat
- 2013: Les escopinades dels escarabats, de Andreu Martín
- 2014: L'ombra del mal, de	Lluís Miret
- 2015: El temps és mentida, de Joanjo Garcia
- 2016: Amics per sempre, de Lluís-Anton Baulenas i Setó[4]
- 2017: Què saps de Vidal Palau?, Vicent Borràs Castañer[5]
- 2018: La mirada de vidre, de Anna Monner.[6]
- 2019: No sabràs el teu nom, de Vicent Usó i Mezquita[7]